# Rhonegletscher
Der Rhonegletscher (manchmal auch Rottengletscher genannt) ist ein Talgletscher im Quellgebiet der Rhone im äussersten Nordosten des Kantons Wallis in den Zentralalpen der Schweiz. Er ist knapp acht Kilometer lang, weist eine durchschnittliche Breite von ungefähr zwei Kilometer auf und bedeckt eine Fläche von ungefähr 15 km². Der Gletscher war vor allem im 19. und Anfang des 20. Jahrhunderts aufgrund seiner damals noch weit ins Tal bei Gletsch hinunterreichenden Zunge eine grosse Touristenattraktion. Seit Mitte des 19. Jahrhunderts schmilzt er kontinuierlich. Möglicherweise wird er um das Jahr 2100 beinahe vollständig verschwunden sein.

## Lage

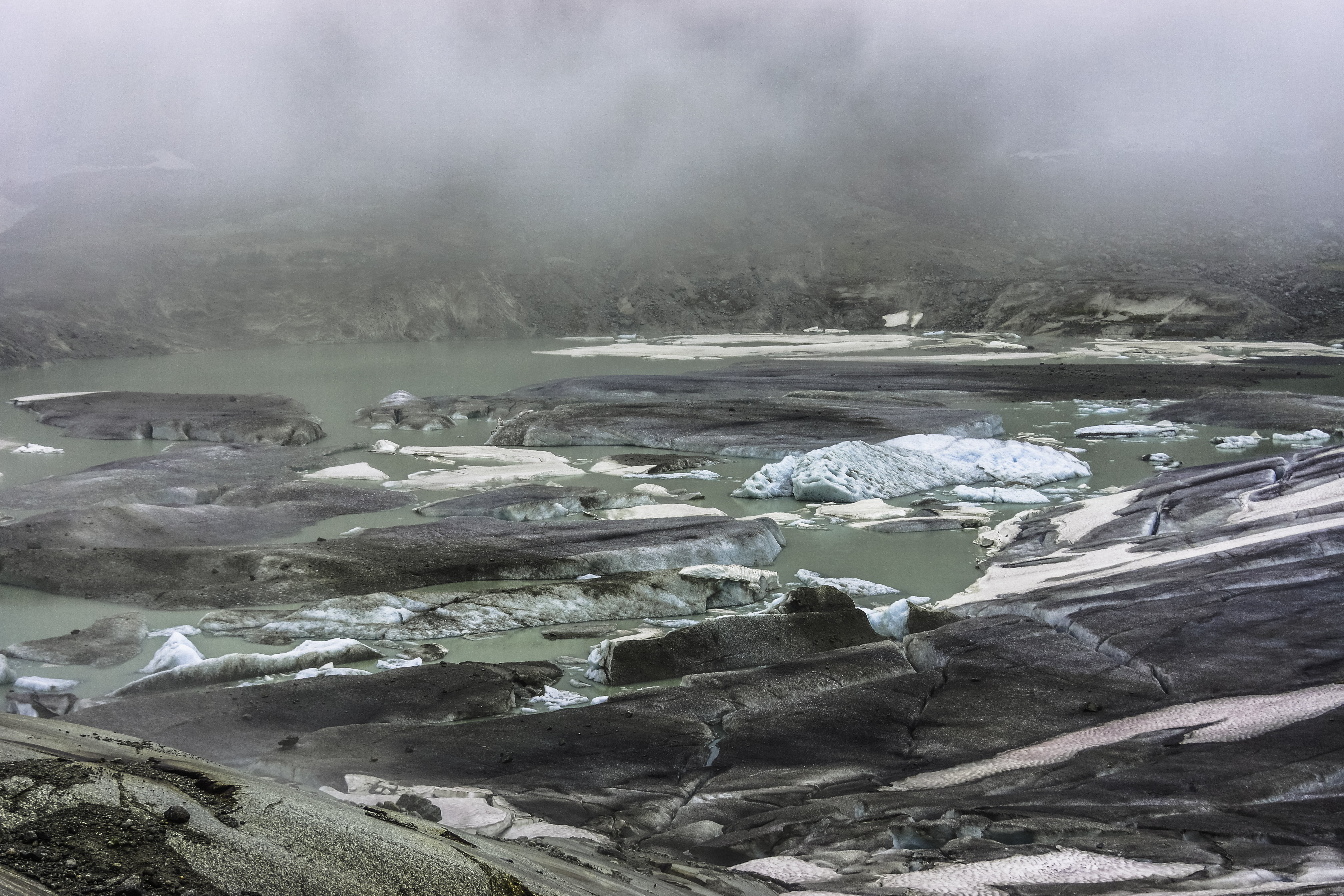
Gletschersee Juli 2012

Der Rhonegletscher entsteht am verhältnismässig flachen Südwesthang des Winterbergmassivs am Dammastock auf rund 3600 m ü. M. Auf den ersten 2,5 km trägt das Eisfeld den Namen Eggfirn und überwindet eine Höhendifferenz von etwa 600 m. Auf 3080 m ist der Gletscher durch die firnbedeckte Untere Triftlücke mit dem nördlich angrenzenden Triftgletscher verbunden. Der Rhonegletscher fliesst nun mit leichten Windungen und einem Gefälle von durchschnittlich 16 % nach Süden, flankiert vom Tieralplistock (3383 m) und den Gärstenhörnern (3189 m) im Westen sowie vom Galenstock (3586 m) im Osten. Die Gletscherzunge befindet sich derzeit knapp über 2200 m oberhalb eines steilen Felshangs. Hier entspringt die Rhone. Aufgrund des stetigen Rückzugs des Gletschers begann sich in den Jahren 2006/2007 hinter der Schwelle des Steilhangs ein kleiner See zu bilden. Dieser Gletscherzungensee wird sich bei weiterem Abschmelzen des Rhonegletschers noch deutlich vergrössern.

## Entwicklung seit dem 19. Jahrhundert
Während des Hochstadiums der Kleinen Eiszeit im 19. Jahrhundert und noch bis zum Anfang des 20. Jahrhunderts reichte der Rhonegletscher über den Steilhang unterhalb der heutigen Zunge hinunter bis in die Talebene von Gletsch auf rund 1800 m, und zwar zeitweise bis kurz vor die Hotels von Gletsch. Die maximale Ausdehnung im Jahre 1856 ist noch heute gut zu erkennen anhand der glattgeschliffenen kahlen Felsen sowie des abgelagerten Moränenmaterials. Seitdem verkleinert sich der Gletscher stetig und wird möglicherweise bis zum Ende des 21. Jahrhunderts bis auf die höchstgelegenen Firnfelder zurückgehen.

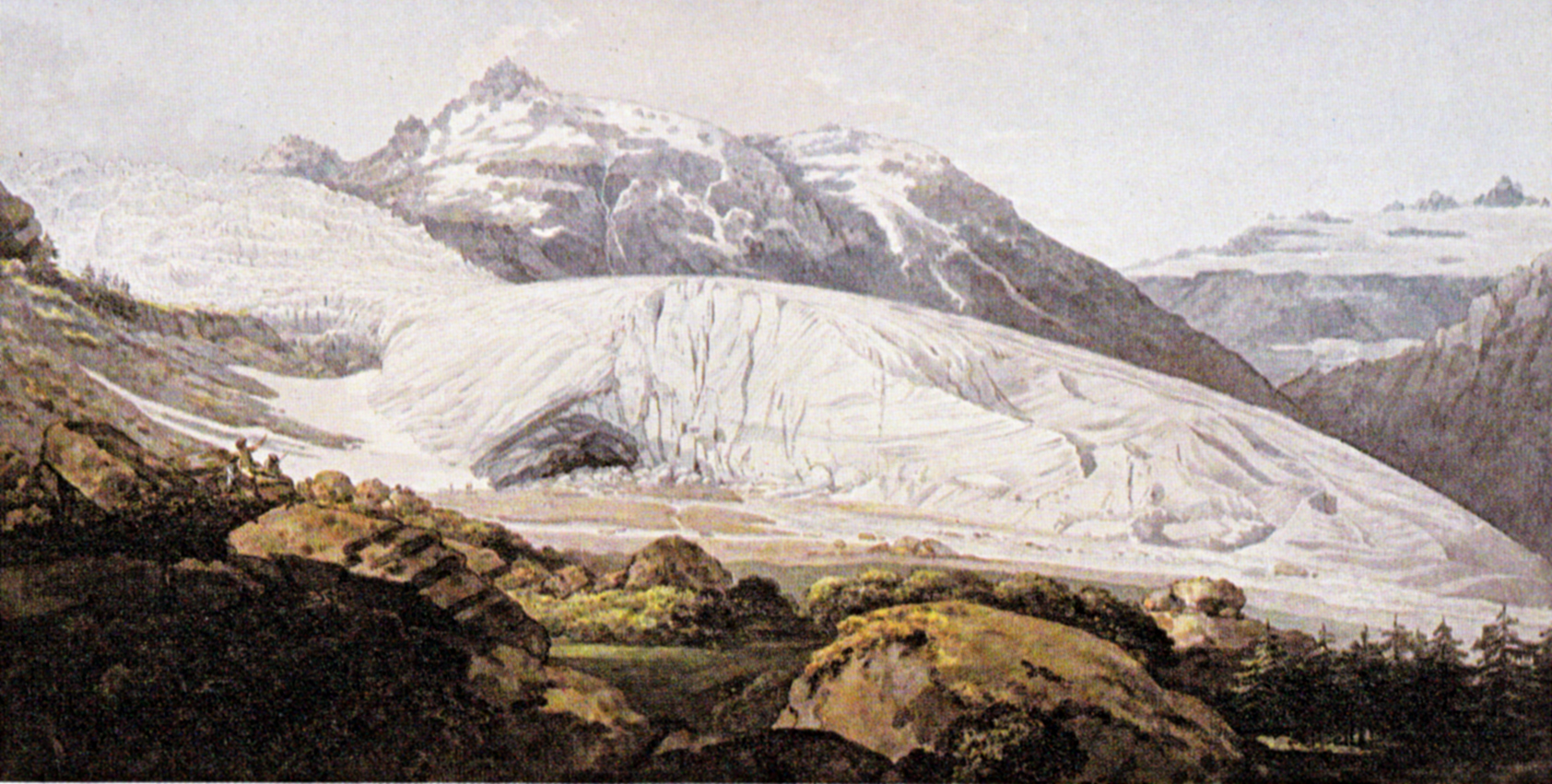
Gemälde von 1770
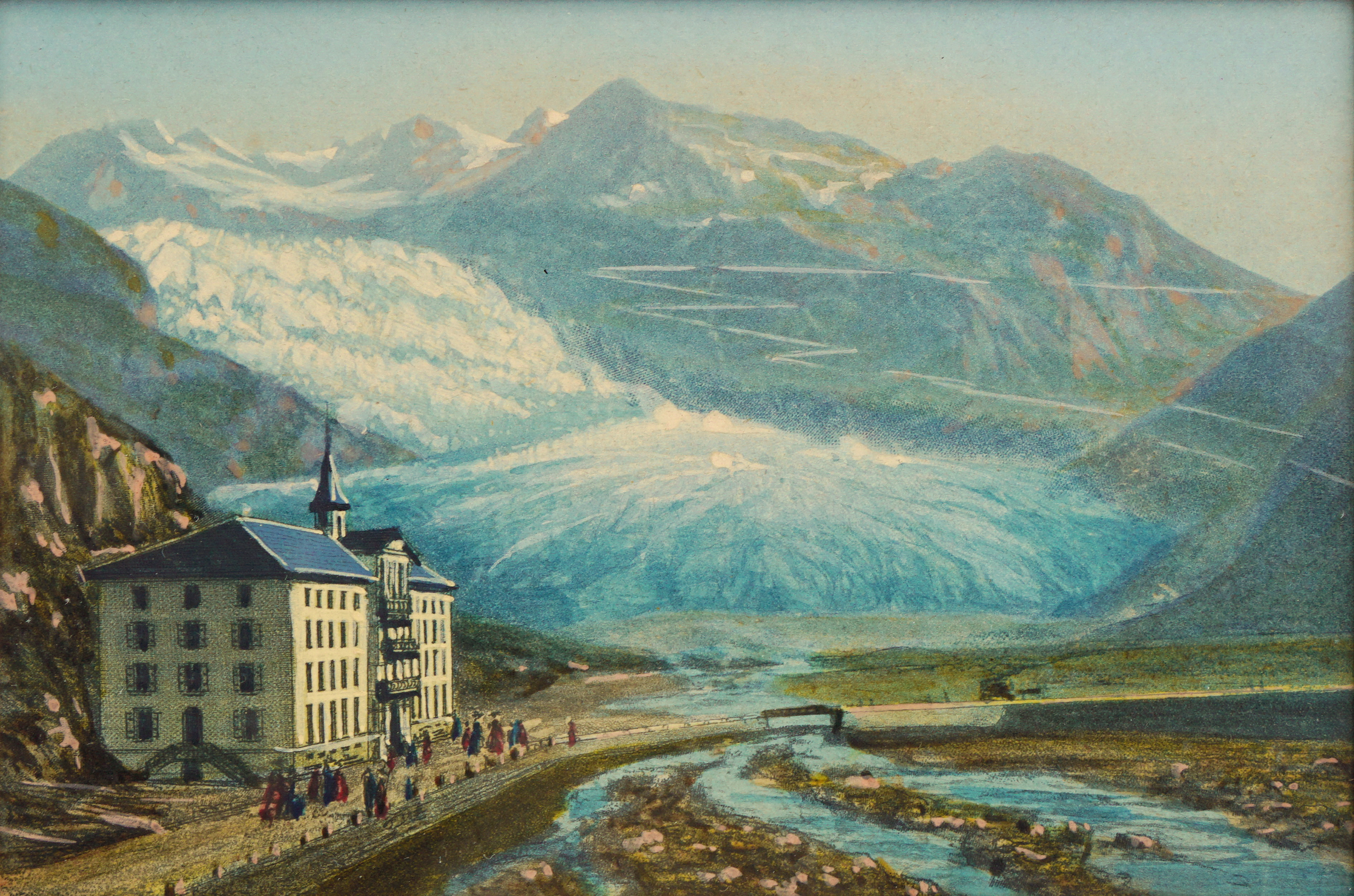
1870
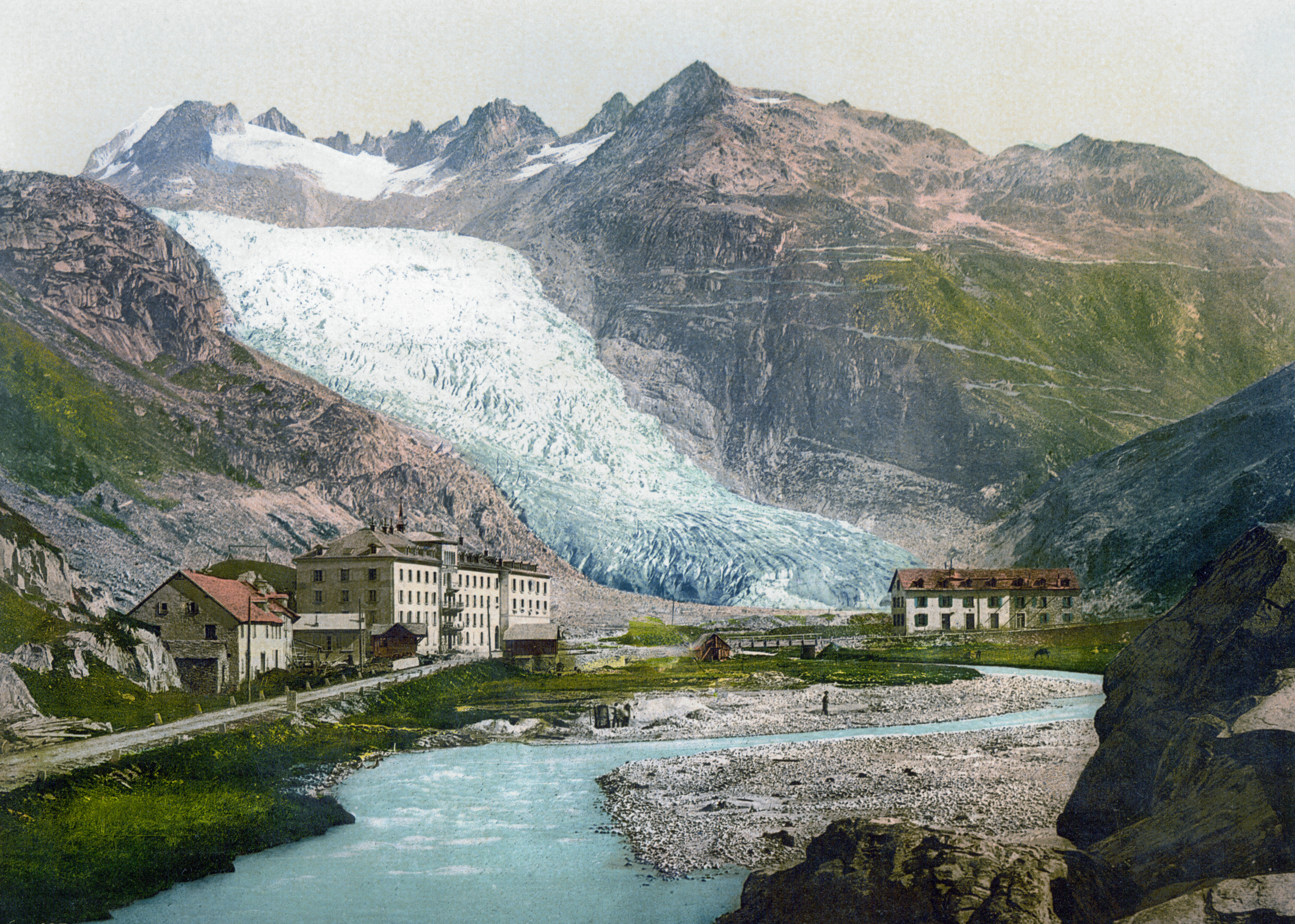
1900
1910
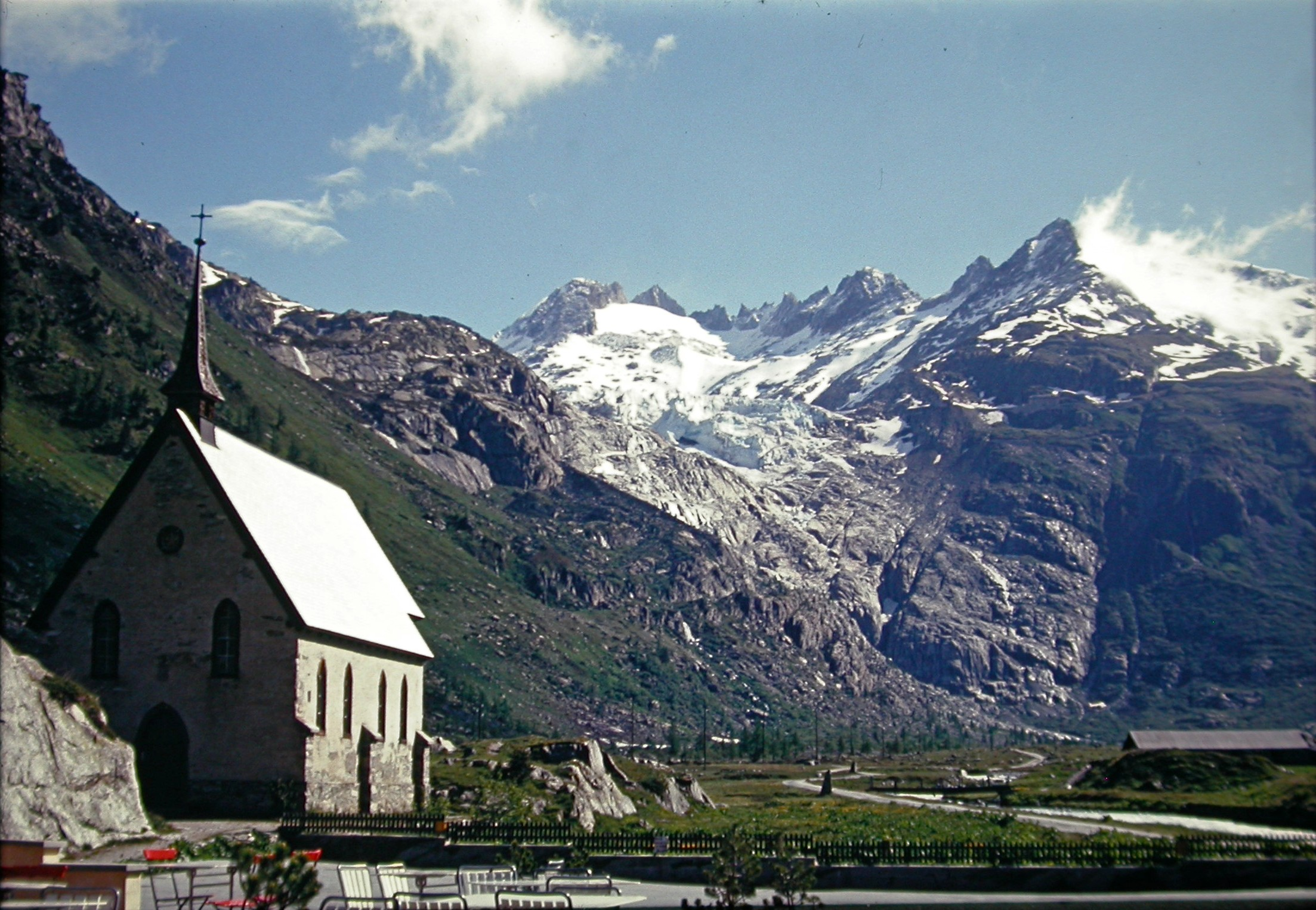
1974
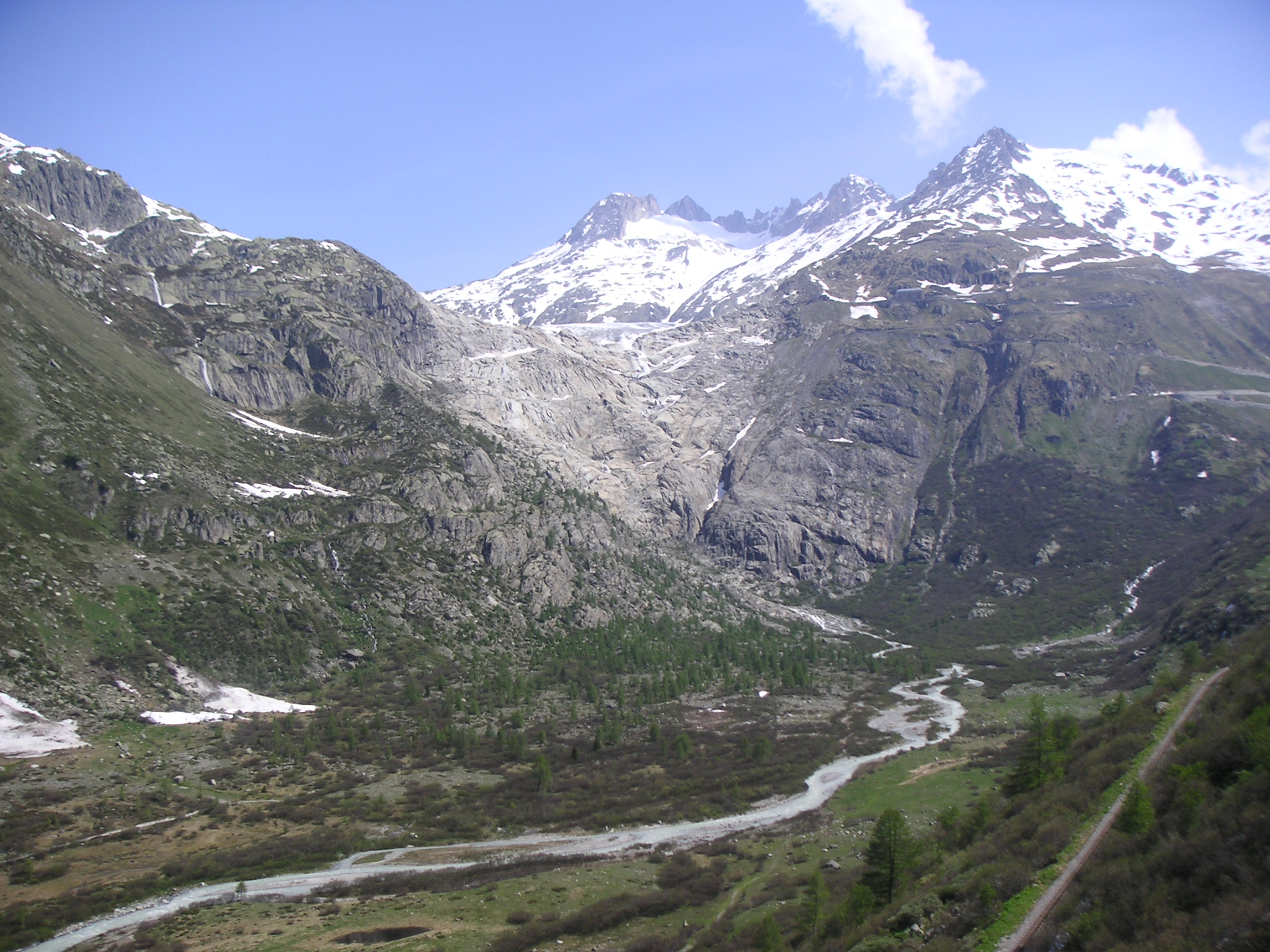
2005
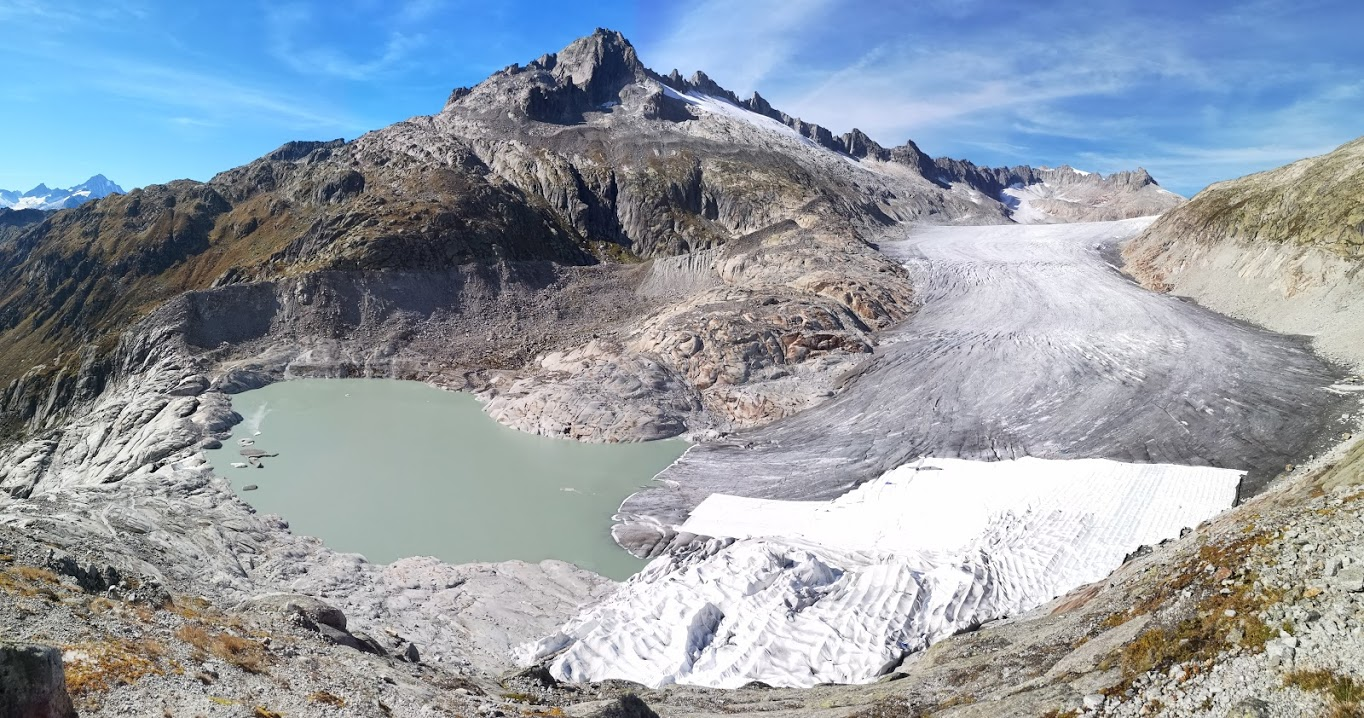
2018
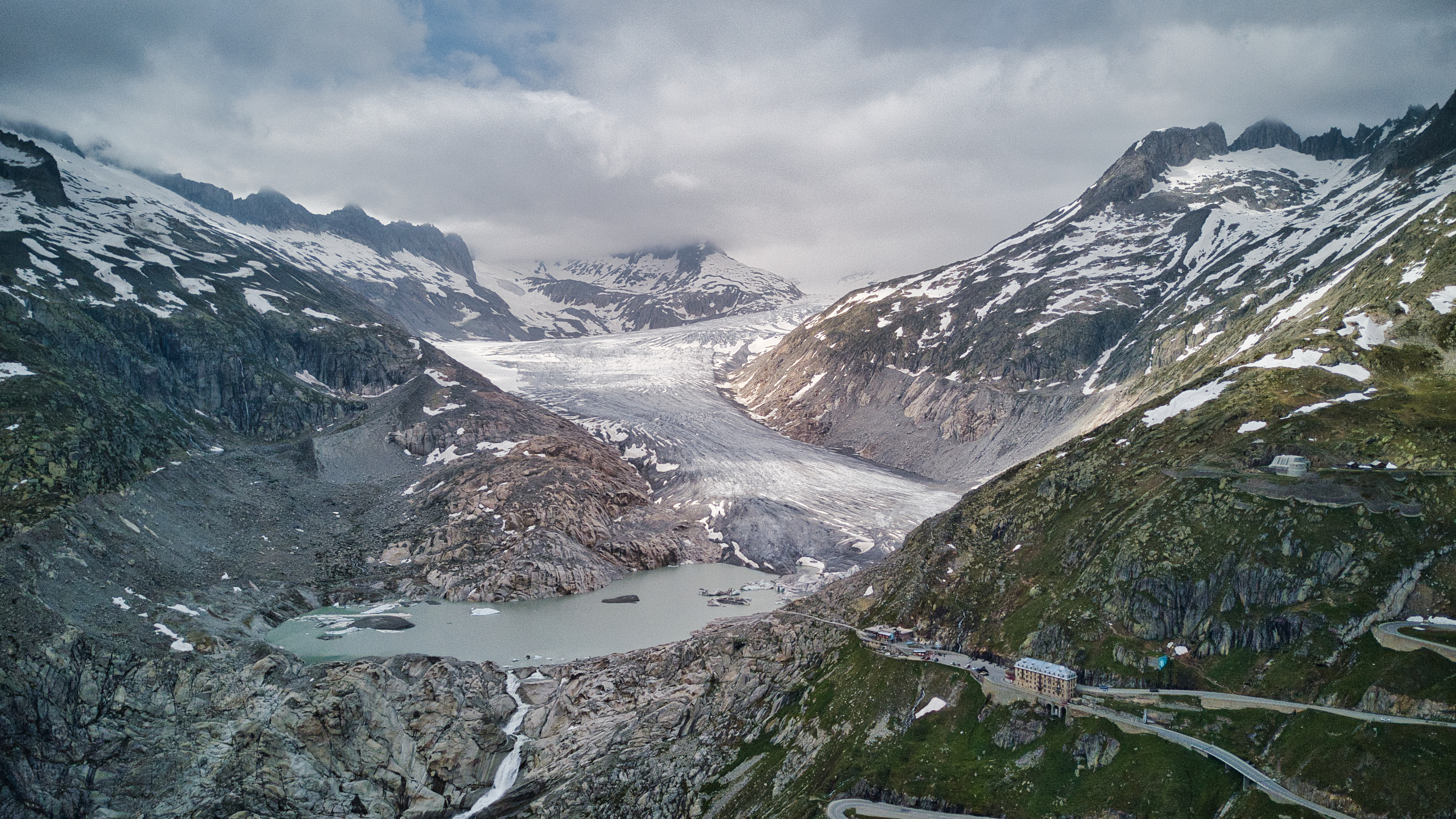
2023
Karte der Gletscherausdehnung
Verlauf der Gletscherfront

### Wissenschaftliche Untersuchungen

Längenveränderung des Rhonegletschers seit 1879. Die dünne rote Linie stellt die jährliche und die dicke grüne die kumulierte Veränderung dar

Der Rhonegletscher ist einer der am besten erforschten Gletscher; mit ersten geodätischen Messungen begann der Ingenieur Gosset im Jahr 1874. Seither existiert eine fast durchgehende Beobachtungsreihe, sowohl Längen- als auch Eisdickenänderungen wurden systematisch erfasst. Auch die Fliessgeschwindigkeiten und die Fliessrichtungen in den verschiedenen Abschnitten des Gletschers wurden untersucht. Ein Ergebnis der frühen Gletscheruntersuchungen ist das 1916 erschienene Buch Vermessungen am Rhonegletscher 1874–1915 von Paul-Louis Mercanton (1876–1963), ein Standardwerk der Gletscherkunde. Im Durchschnitt hat sich der Rhonegletscher seit 1874 jährlich um 8,5 m zurückgezogen und dabei ebenfalls jährlich etwa 25 cm an Eisdicke eingebüsst.
Im Rahmen einer Projektstudie des Geographischen Instituts der Johannes Gutenberg-Universität Mainz wurde im August 2008 ein Testwindfang errichtet, mit dem folgende These untersucht werden sollte: Bei Strahlungswetterlagen fliessen sogenannte katabatische Fallwinde (kalte Fallwinde) über das Gletschereis talabwärts. Wenn es mit einem Windfang gelingen würde, diese kalten Fallwinde aufzustauen, müsste ein Kaltluftpolster entstehen, welches die Gletscheroberfläche abkühlen soll. Die Projektstudie konnte von dem Forscherteam um den physischen Geographen Hans-Joachim Fuchs als Erfolg verzeichnet werden. Der Windfang erzielte die Kühlwirkung. Über sechs Tage lang sammelten elf Messstationen um den Windfang herum rund 100.000 Einzelmesswerte. Diese belegen eine maximale Kühlwirkung des Windfanges von 3 °C. Im Bereich des Windfanges wurde ein Kaltluftpolster erzeugt.
| Jahr         | 1850 | 1973 | 1999/2000 | 2013         |
| Fläche (km²) | 20,2 | 17,6 | 16,1      | 14,64 (2018) |
| Länge (km)   | 9,2  | 8,0  | 7,9       | 7,7          |

## Erschliessung
Im Tal von Gletsch kennzeichnen etwa 1,5 m hohe pyramidenförmige Säulen mit Jahreszahlen (ab 1815) den Gletscherschwund im 19. Jahrhundert.
Weil der Rhonegletscher an der Furkapassstrasse liegt, einer klassischen Reiseroute durch die Schweizer Alpen, ist er der am leichtesten zugängliche Gletscher der Schweiz. Vom seit 2015 geschlossenen Hotel Belvédère an der Passstrasse ist die Gletscherzunge durch einen wenige Hundert Meter langen kostenpflichtigen Fussweg erreichbar. Hier kann man eine Eisgrotte besuchen.
Um diese zu erhalten, wird versucht, den weiteren Rückzug des Gletscherendes hinauszuzögern,
indem man dieses mit weissen Planen abdeckt, um es vor Sonneneinstrahlung zu schützen.

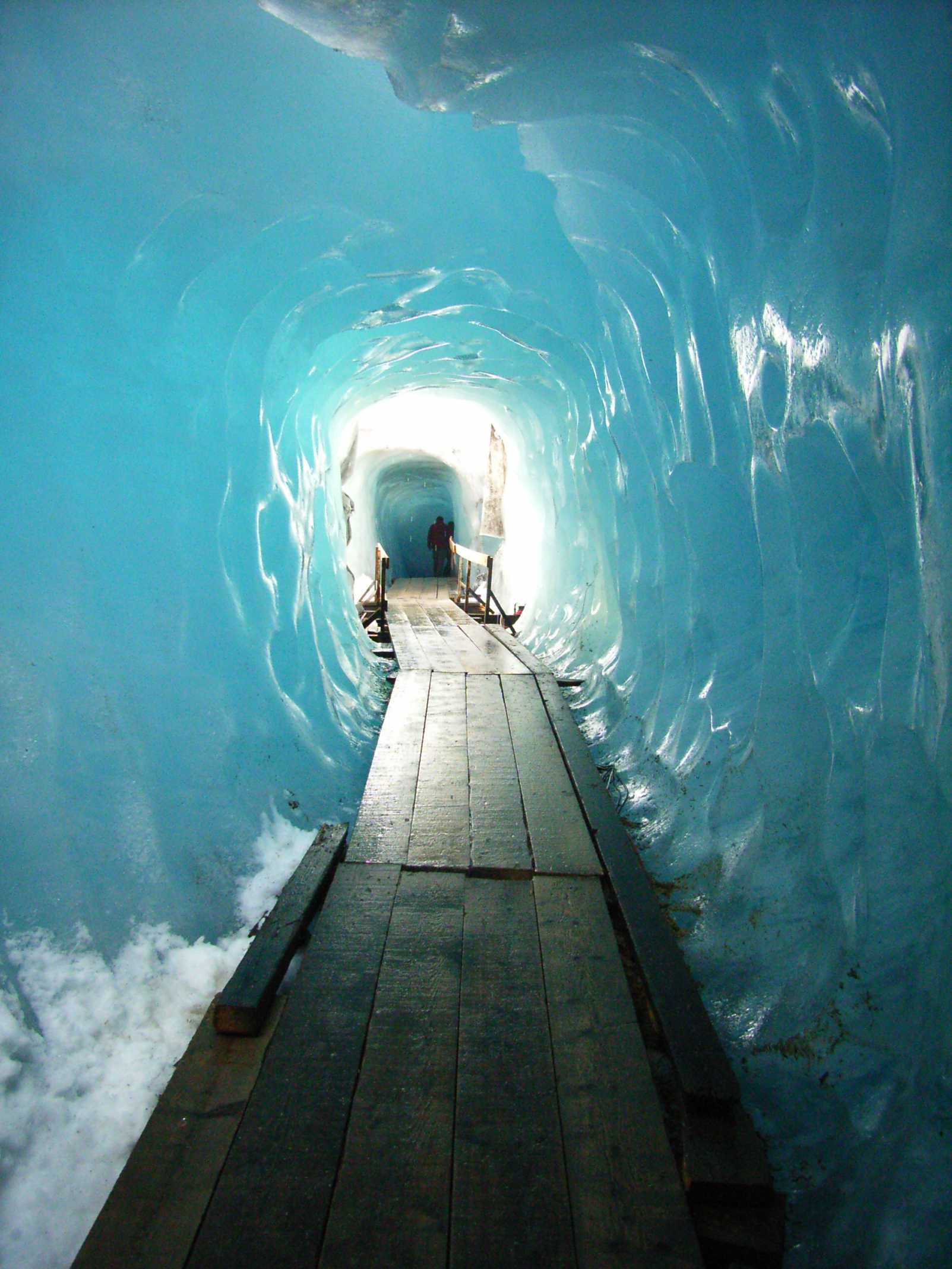
Innenansicht des Rhonegletschers 2007
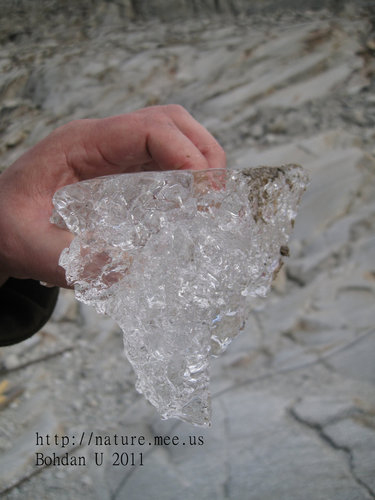
Eis, 2010
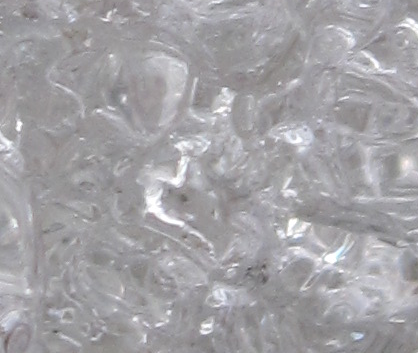
Nahaufnahme
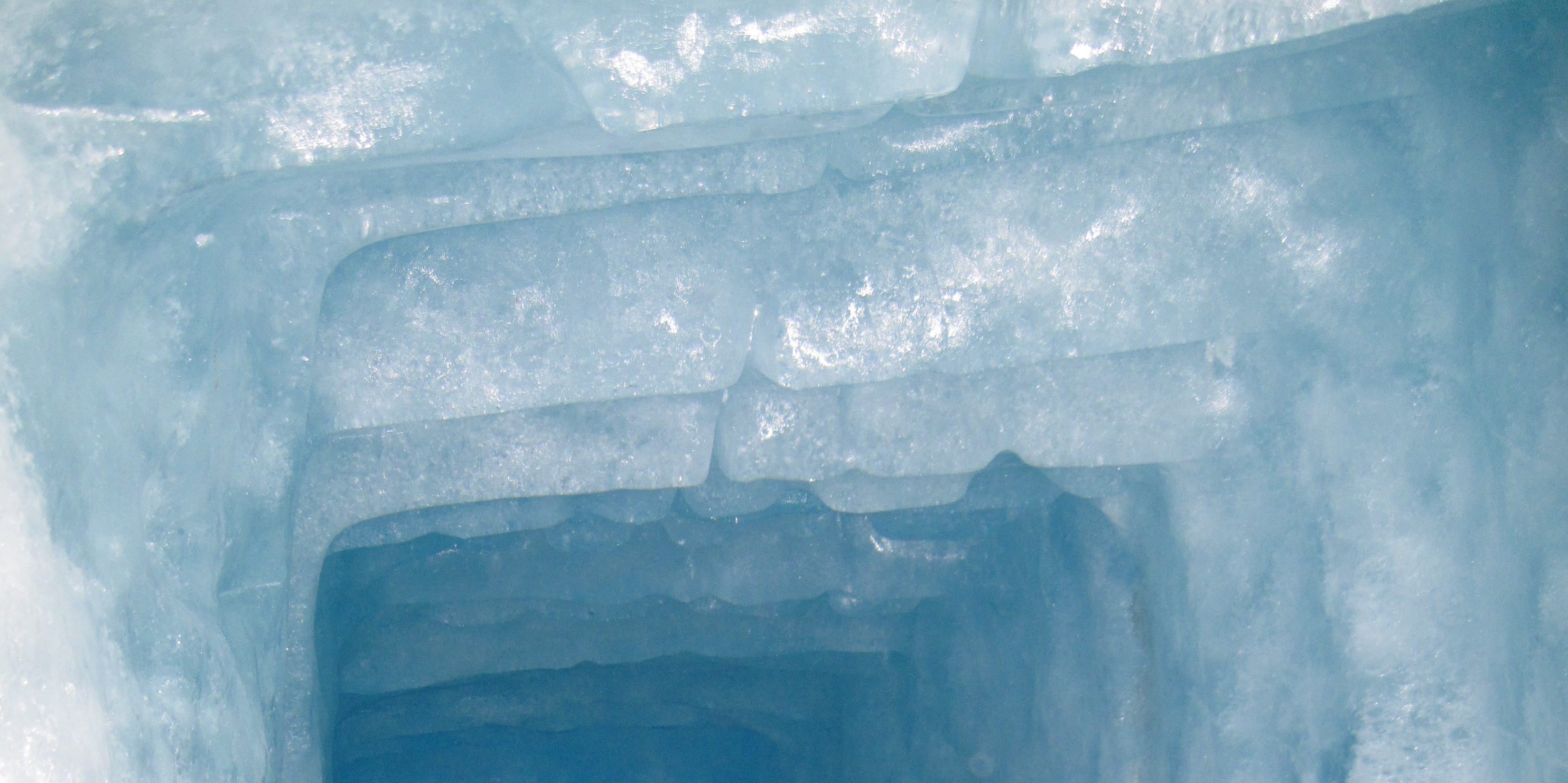
Blaues Eis in der Eishöhle 2010
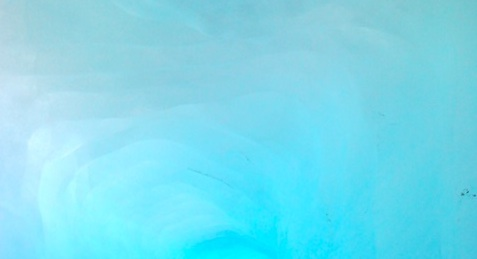
Blaues Eis 2010

## Der eiszeitliche Rhonegletscher

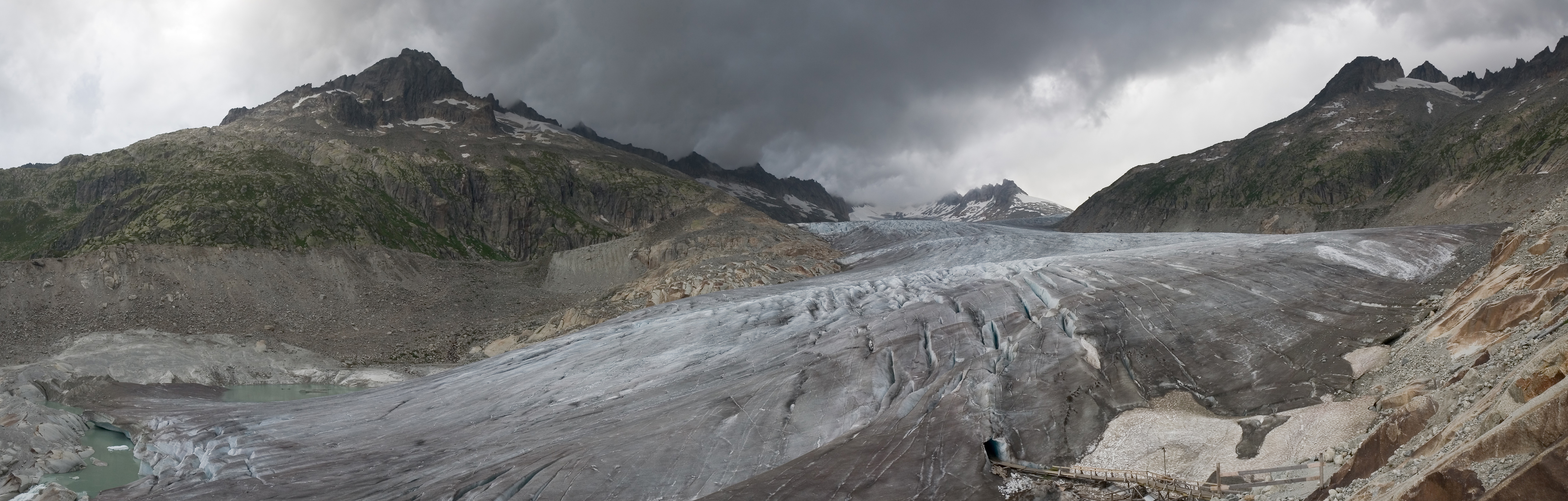
Blick auf den Rhonegletscher im Jahr 2007

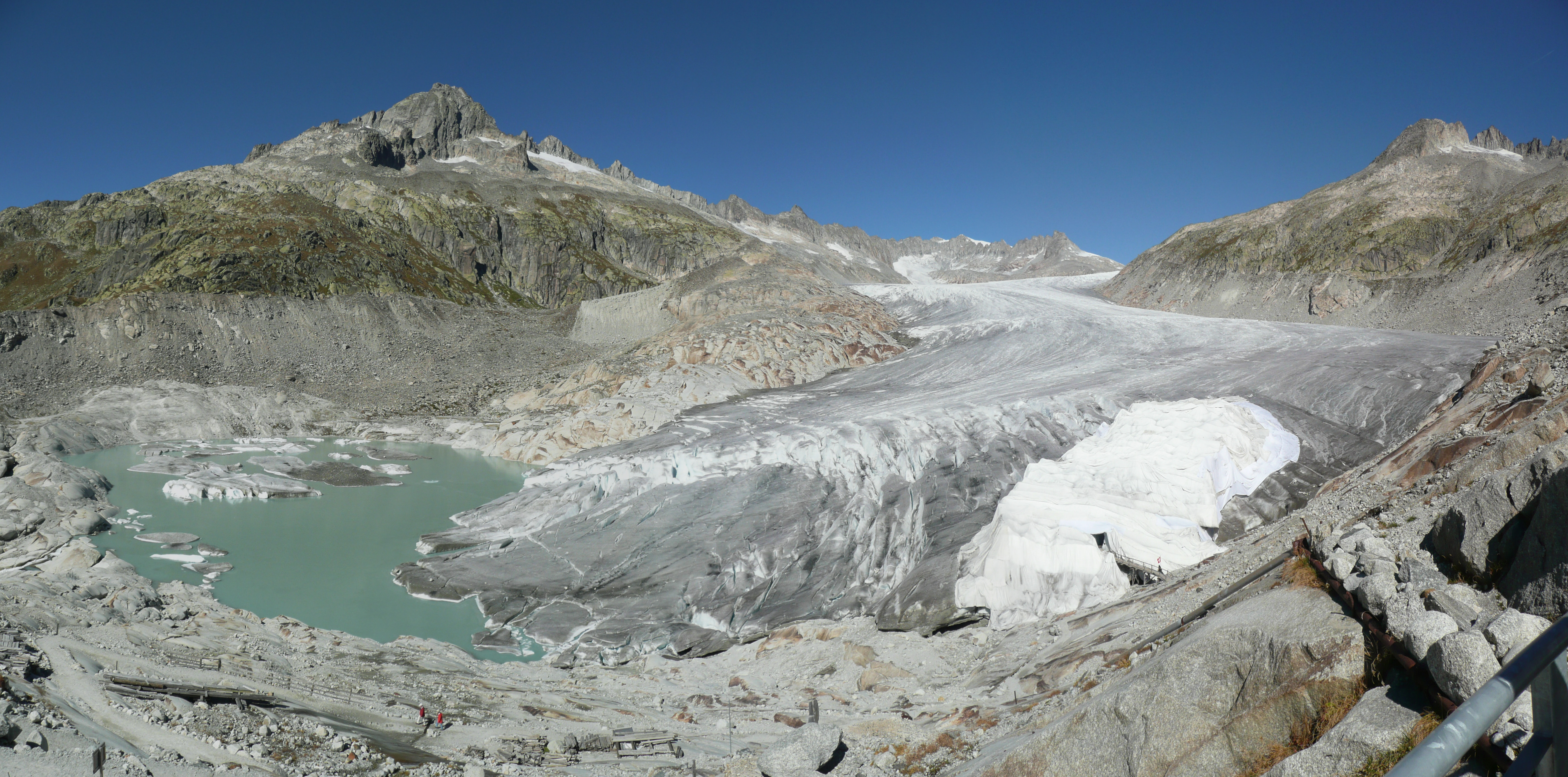
Blick auf den Rhonegletscher im Jahr 2012

Während der Eiszeiten erreichte der Rhonegletscher zusammen mit seinen Seitengletschern jeweils die grösste Eismasse aller alpinen Gletscher. Er füllte das gesamte Walliser Rhonetal mit einer bis zu 2000 m mächtigen Eismasse und vereinigte sich mit den Gletschern, die aus den Walliser Seitentälern, aus dem Mont-Blanc-Massiv und aus den Freiburger und Berner Alpen strömten. Im Bereich des Genfersees teilte er sich in zwei Arme, von denen der eine weiter rhonetalabwärts bis in die Gegend östlich von Lyon reichte. Der andere Arm dehnte sich über die Höhen des Jorat nach Nordosten aus, wobei er das ganze westliche Mittelland mit Eis bedeckte und sich in der Region Bern mit dem Aaregletscher vereinigte. In Zeiten besonders starker Vergletscherung flossen Seitenarme des Rhonegletschers über den Col des Mosses und die Übergänge an den Rochers de Naye in das Saanetal und trafen auf den Saanegletscher.
Während der Hochstadien der Riss- und Würmeiszeit wurde zum Teil auch die dem Schweizer Mittelland am nächsten gelegene Jurakette im Bereich des Mont Tendre vom Eis des Rhonegletschers überdeckt. In der Würmeiszeit stiess der Rhonegletscher bis in die Gegend von Wangen an der Aare zwischen Solothurn und Langenthal vor, was durch Überreste einstiger Moränen und frühe Bauwerke aus alpinem Gestein wie bei der Kirche von Oberdorf und dem Burgturm von Halten bezeugt wird. Findlinge bestehend aus Granit oder Gneis der Walliser Alpen sind im westlichen Mittelland verbreitet anzutreffen. An ihre Standorte konnten sie nur durch einen Gletscher transportiert werden, weshalb sie ein Hauptargument für die Begründung der Eiszeittheorie lieferten, u. a. durch Louis Agassiz anhand des Blockes Pierrabot.